# Paladín Maestro
Paladín (o Paladín Maestro, Paladín Minuto o Paladín a la Taza, según su formato o su tiempo) es una marca y producto fabricado por Idilia Foods (antes llamada Nutrexpa) ubicada en la ciudad de Valencia, España. Es un cacao en polvo soluble para hacer chocolate a la taza. No tiene una popularidad como sus marcas compañeras Cola Cao y Nocilla.

## Historia
Según el envase, el producto existía desde 1943, pero no hay ningún archivo que argumente la historia de la marca. La única evidencia de su salida al mercado son sus anuncios publicitarios. Su publicidad siempre se centra en la época y en la 'importancia' de Paladín con valores familiares y otros temas.
A finales de 2016, por el mes de diciembre, Paladín lanzó al mercado una exclusiva lata ambientada en la Navidad con un contenido de 675 gramos. Su utilización posterior era variable.
En noviembre de 2019, se creó un packaging doypack para las ediciones Líquido, Blanco y Noir con zip de autocierre que reducía el uso de plástico en un 70 %.

## Información nutricional de «Paladín Maestro»
El aporte de Paladín Maestro se muestra en la siguiente tabla. Los valores pueden variar según el formato.
| Componente Paladín Original | por 100 g          | 33 g (sobres)     |
| --------------------------- | ------------------ | ----------------- |
| Valor energético            | 383 kcal (1630 kJ) | 126 kcal (538 kJ) |
| Proteínas                   | 4 g                | 1,32 g            |
| Hidratos de carbono         | 85 g               | 28,1 g            |
| Azúcares                    | 66 g               | 21,8 g            |
| Grasas                      | 1,8 g              | 0,594 g           |
| Grasas saturadas            | 1,1 g              | 0,363 g           |
| Fibra alimentaria           | 0,0 g              | 0,0 g             |
| Sal                         | 0,38 g             | 0,125 g           |
| Sodio                       | 0,152 g            | 0,05 g            |
| Calcio                      | 0 g                | 0 g               |

## Formatos
Paladín se presenta oficialmente con estos formatos. Solo es distribuido por España. Cabe destacar que los novedosos formatos Líquido, Noir y Blanco fueron añadidos en noviembre de 2019:
Anteriormente en la página oficial de Idilia Foods se nombraba los siguientes formatos:
- Paladín Maestro en bolsa 100 g
- Bote Paladín Maestro de 350 g
- Bote Paladín Maestro de 500 g
- Bote Paladín Maestro de 475 g
- Paladín Maestro en bolsa 1 kg
- Paladín Cup

Oficialmente se señala que la marca se distribuye como:
- Paladín Original
- Paladín Noir
- Paladín Blanco
- Brick de Paladín Original
- Paladín Maestro en sobre
- Paladín Maestro Estuche de 5 sobres
- Paladín Maestro Estuche de 40 sobres (dirigido a la hostelería).